# اسپین داکترز
اسپین داکترز (به انگلیسی: Spin Doctors) یک گروه راک آلترناتیو آمریکایی از شهر نیویورک است که بیشتر به خاطر آهنگ‌های اوایل دهه ۱۹۹۰ «دو شاهدخت» و «Little Miss Can't Be Wrong» شناخته می‌شود.
گروه در حال حاضر شامل کریس بارون (خواننده اصلی)، اریک شنکمن (گیتار و خواننده) و آرون کومس (درام، بیس و کیبورد) است.

## تاریخچه
این گروه در اواخر دهه ۱۹۸۰ در شهر نیویورک، در ابتدا به عنوان گروهی به نام Trucking Company شکل گرفت. این گروه شامل گیتاریست کانادایی اریک شنکمن، هارمونیست جان پوپر و خواننده کریس بارون بود.